# Alfons Mervillie
Alfons Mervillie (Wontergem, 17 mei 1856 - Kortrijk, 4 april 1942) was een West-Vlaamse priester, componist, dichter, dirigent en publicist.

## Leven en werk
Alfons Mervillie groeide op in een boerengezin met zestien kinderen. Hij volgde onderwijs in het Klein Seminarie in Roeselare, waar hij o.a. les kreeg van Hugo Verriest en van Gezellecomponist Johan De Stoop, eveneens auteur van het Klokke Roeland-lied. De Stoop ontdekte zijn muzikaal talent en stelde hem aan als hulporganist en koorleider. Na een jaar wijsbegeerte in Roeselare, volgde hij Theologie aan het Grootseminarie in Brugge. Hij werd priester gewijd in 1882 en was ondertussen aangesteld als leraar orgel en kerkzang in de normaalschool van Torhout, waar hij de bijnaam 'Bach Mervillie' kreeg.
In 1891 was Alfons Mervillie onderpastoor in Dudzele, in 1895 in Nieuwpoort en in 1898 in Aartrijke. Van 1913 tot 1933 was hij pastoor in Nieuwkapelle.

## Composities
Hij was, na Edward Mechelaere, de eerste toondichter die gedichten van Guido Gezelle op muziek heeft gezet. Hij componeerde onder meer Veertien liederen uit de gedichten van Guido Gezelle, waaronder Boerke Naas, Het meezennestje.
Mervillie componeerde 290 orgelwerken, 50 koorstukken en liederen, waaronder de bekendste Duinelied Leve De Panne (1878), het kerstlied Duizende Sterren Versieren den Hemel (1879) en het oogstlied Het Laatste van de oogst is binnen (1902).

## Publicaties
Hij schreef o.a.
- Gusten, verhaal uit den ouden tijd (1891).
- Artikels (en gedichten) voor Vlaamse tijdschriften zoals Rond den Heerd en Duinengalm.
- Hij werd als dichter bekend door de vertaling van het gedicht 'Evangeline' van Henry Wadsworth Longfellow, de Amerikaanse dichter die toen heel populair was onder de Vlaamse dichters (denk aan Guido Gezelles vertaling van The Song of Hiawatha).

## Erkenningen
- In 2006 werd in De Panne het 150ste geboortejaar van Mervillie gevierd. Een plein kreeg zijn naam en er werd een borstbeeld en gedenksteen onthuld.
- Zowel in Aartrijke als in Deinze werd een straat naar hem genoemd.